# إبارا (أوكاياما)
مدينة إبارا (بالإنجليزية: Ibara)‏ هي أحد المدن التابعة لمحافظة أوكاياما. تأسست رسميًا في 01/04/1953. ويقدر عدد سكانها بـ 44423 نسمة حسب تقدير مكتب الإحصاء الياباني لعام 2012. تبلغ مساحة إبارا 243.36 كم2. بكثافة سكانية تبلغ 183 نسمة/كم2.

## التنقل
من أجل الوصول إلى إبارا، يمكن للمرء أن يأخذ خط إبارا [الإنجليزية] ، وهو خط سكة حديد يربط كانابي (في محافظة هيروشيما) بسوجا (في محافظة أوكاياما) ويمر عبر إبارا؛ أو، يمكن للمرء أن يستقل حافلة من عدد كبير من المواقع في منطقة إيبارا / كاساوكا، وكذلك من فوكوياما في محافظة هيروشيما.